# Smenkhkarê
 (juin 2024).
Smenkhkarê est un pharaon de la XVIIIe dynastie (période du Nouvel Empire) s'il a vraiment régné, car son histoire est sujette à un débat entre les égyptologues. Manéthon donne au successeur du roi Oros, que l'on considère généralement comme identique à Amenhotep IV / Akhenaton, le nom de Ouaenrê, Acenchêrês ou Acherrês ou encore Achencherês et l'appelle « sa fille ». Manéthon lui attribue deux ans et un mois de règne (d'après Flavius Josèphe). Smenkhkarê ne figure pas sur les tables d'Abydos.

## Biographie
Smenkhkarê est considéré comme un pharaon mineur de la XVIIIe dynastie (Nouvel Empire). On connaît peu de chose sur lui car son règne fut très court, allant de quelques mois à un ou deux ans selon les sources.
Roi fantôme, on ne connaît rien de Smenkhkarê. On situe son règne aux alentours de -1336 ou -1333. 
Il aurait exercé la fonction de corégent durant quatre années aux côtés d'Akhenaton et fut peut-être envoyé à Thèbes par Akhenaton pour négocier avec le clergé du dieu thébain, et où il aurait fait construire un temple funéraire dédié à Amon. Enfin certains le donnent comme un fils d'Amenhotep III. Faute de plus de preuve aujourd'hui, aucune hypothèse n'est confirmée.

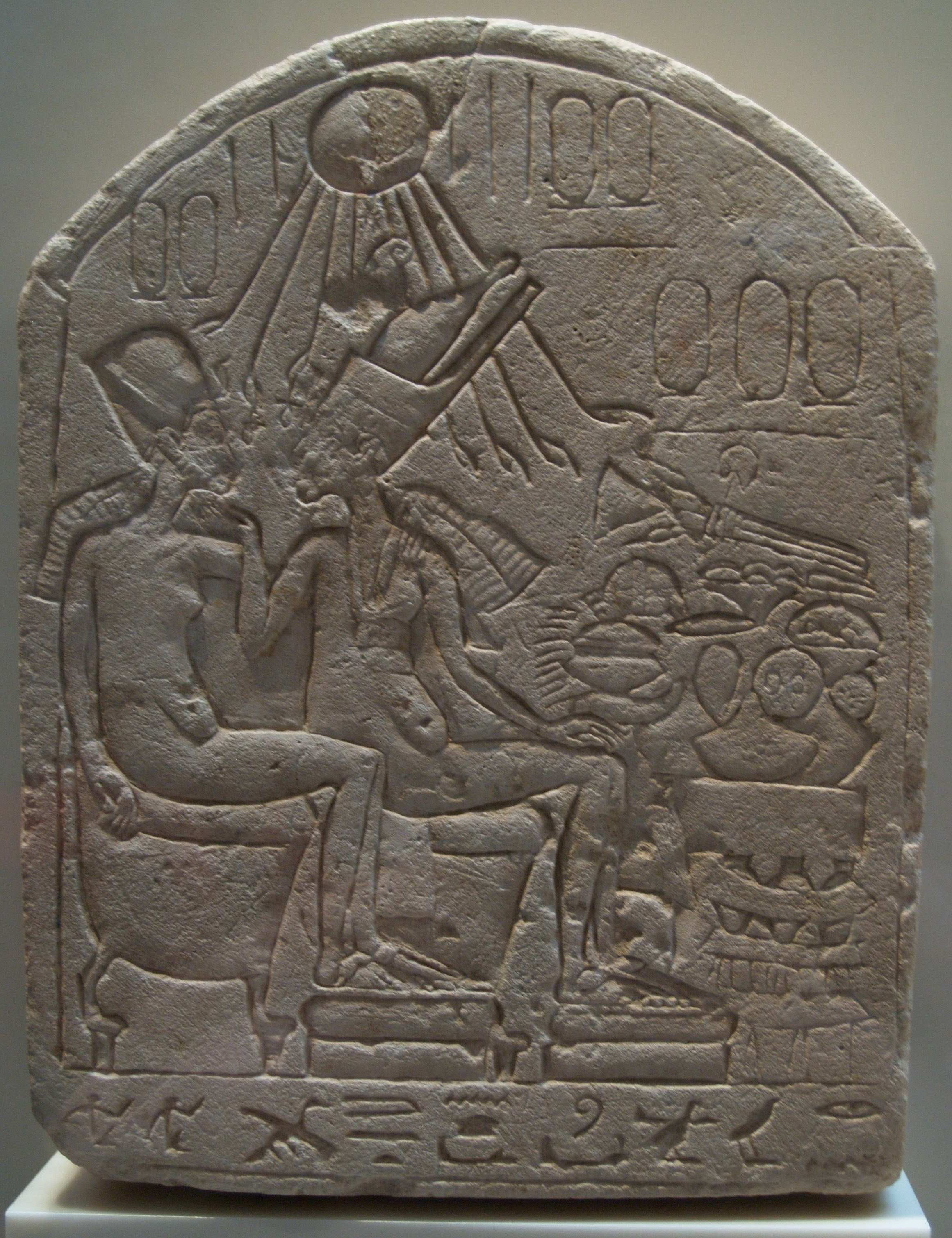
La stèle 17813, conservée à Berlin, représente probablement Smenkhkarê caressant Akhenaton (Musée égyptien de Berlin, Neues Museum, Berlin).

Ce qui est à peu près certain aujourd'hui, et reconnu par la majorité des égyptologues, c'est qu'une reine a régné peu après Akhenaton, dans une confusion politique et militaire catastrophique pour le pays, due à l’offensive des Hittites. Mais il y a un très grand débat entre spécialistes concernant l'identité de cette reine :
- Est-elle Néfertiti ?
- Est-elle Mérytaton, la fille aînée d’Akhenaton qui après la disparition de Néfertiti serait devenue reine (hypothèse la plus fréquemment retenue) ?

Beaucoup d'énigmes donc sur cette succession, qui apportent un grand nombre d’hypothèses.
Qui qu’elle fût, on voit apparaître au début du règne d'Ânkh-Khéperourê (an II) un roi au nom de Smenkhkarê. Avec lui aussi on assiste à des divergences d'opinions entre spécialistes.
Selon certains égyptologues, il serait Zannanza le fils de l'empereur des Hittites Suppiluliuma Ier qui épouse la reine Ânkh-Khéperourê et « règne » avec elle sous le nom de Smenkhkarê. Pour d'autres il est le fils d'Akhenaton, comme preuve, une stèle retrouvée à Amarna qui représenterait Smenkhkarê portant la couronne de Basse-Égypte et Akhenaton portant la double couronne.
Selon quelques spécialistes, Mérytaton aurait eu une fille de son union avec Smenkhkarê, Mérytaton Tasherit.